# Que tiro foi esse
Que tiro foi esse è un singolo della cantante brasiliana Jojo Maronttinni, pubblicato il 29 dicembre 2017 su etichetta Universal Music Group.
Ai Prêmios MTV MIAW 2018 ha trionfato come Meme dell'anno.

## Video musicale
Il video musicale è stato reso disponibile il 29 dicembre 2017, in concomitanza con l'uscita del brano.

## Tracce
Testi e musiche di DJ Batata e Pitter Correa.
1. Que tiro foi esse – 2:42

## Classifiche

### Classifiche settimanali
| Classifica (2018) | Posizione massima |
| ----------------- | ----------------- |
| Brasile           | 50                |
| Portogallo        | 20                |

### Classifiche di fine anno
| Classifica (2018) | Posizione |
| ----------------- | --------- |
| Brasile           | 169       |